# Right to Dream
Singles de Mariah Carey
I Stay in Love
(2008) My Love
(2009)
Right to Dream est une chanson écrite, composée et interprétée par la chanteuse américaine Mariah Carey, avec la participation de Willie Nelson pour les paroles. Sortie le 2 décembre 2008, elle fait partie de la bande originale du film Tennesse. Le titre est agrémenté d'harmonica, instrument interprété par Mickey Raphael.
À noter que ce titre est le premier morceau country de la carrière de Mariah Carey.

## Vidéoclip
Le vidéoclip, extrait du film Tennessee, est réalisé par Aaron Woodley.

## Format et liste des pistes
1. Right to Dream (bande originale du film Tennessee)

## Classement
| Classement (2008-2009)          | Meilleure position |
| ------------------------------- | ------------------ |
| États-Unis (Adult Contemporary) | 24                 |